# Gotthold Ephraim Lessing
Gotthold Ephraim Lessing (Kamenz, Saxônia, 22 de janeiro de 1729 – Braunschweig, 15 de fevereiro de 1781) foi um poeta, dramaturgo, filósofo e crítico de arte alemão, considerado um dos maiores representantes do Iluminismo, conhecido também por sua crítica ao anti-semitismo e defesa do livre-pensamento e tolerância religiosa. Suas peças e seus escritos teóricos exerceram uma influência decisiva no desenvolvimento da Literatura Alemã moderna, da qual é considerado fundador.

## Vida
Lessing era filho do arquidiácono e teólogo luterano Johann Gottfried Lessing e sua mulher Justina Salome. A família de Lessing esperava que ele se tornasse pastor, e portanto, após frequentar a escola de latim de sua cidade natal (Kamenz) entre 1737 a 1741, Lessing foi enviado, a pedido do pai, para o colégio Sta. Afra em Meissen, no qual destacou-se em latim e matemática e onde permaneceu até 1746, época em que ingressou na Universidade de Leipzig. Na universidade, cursou inicialmente medicina e teologia, e depois literatura e filosofia. As palestras sobre Filologia de Johann Friedrich Christ (1700-1756) e Johann August Ernesti (1707-1781) atraíram, contudo, mais a atenção de Lessing do que aquelas sobre Teologia.
Entre os amigos mais próximos de Lessing, estavam o dramaturgo C. F. Weisse (1726-1804) e o jornalista Christlob Mylius (1722-1754). Foi durante essa época que Lessing estabeleceu seus primeiros contatos com o teatro, ao traduzir peças francesas para o teatro de Friederike Caroline Neuber (1697-1760), figura proeminente do teatro alemão da época, a qual foi responsável pela primeira encenação de uma peça de autoria de Lessing, Der Junge Gelehrte (1748), na qual zombava dos estudantes arrogantes.
O pai de Lessing, que desaprovava seus novos interesses, pressionou-o a voltar para casa, dando autorização para ele retornar à Leipzig somente sob a condição de que se dedicasse à Medicina. Embora tenha cursado algumas disciplinas, o teatro de Frau Neuber continuou a atrair a atenção de Lessing.
Em 1748, entretanto, com a falência da companhia de teatro, Lessing, que servira de fiador para vários atores da companhia, viu-se obrigado a deixar Leipzig para fugir dos credores, acabando por se estabelecer em Berlin, onde viveu durante três anos tendo unicamente a sua atividade de escritor como meio de subsistência. Neste período ele escreveu várias peças, dentre as quais Der Misogyn, Der Freigeist e Die Juden; traduziu a Histoire Ancienne de Charles Rollin e, junto com Mylius, lançou o periódico Beiträge zur Historie und Aufnahme des Theaters (1750), no qual se levantavam questões sobre a dramaturgia.
No início de 1751, torna-se crítico do Vossiche Zeitung e Berlinische Privilegierte Zeitung, jornais em que consolida sua reputação como crítico. Torna-se amigo do filósofo Moses Mendelssohn (1729-1786), que é retratado na peça Die Juden, e com quem escreve o tratado Pope ein Metaphysiker!, em que pretende delinear as diferenças entre o poeta e o filósofo. Na mesma época, Lessing recebe o título de mestre em Wittenberg, e publica a coleção de poemas Kleinigkeiten.
De volta a Berlin em 1752, prossegue com suas atividades literárias. Escreve Miss Sara Sampson, considerada a primeira grande tragédia alemã sobre a vida burguesa, com personagens que refletem questões e situações contemporâneas. Começa a publicar também crítica literária na Briefe die neuste Literatur betreffend, sobre a literatura alemã moderna. Lessing, entretanto, não é bem visto em Berlin. Voltaire, que lá residia na época, denuncia Lessing à Frederico, o grande, então rei da Prússia, acusando-o de plágio e difamação. Lessing também havia criticado a tradução de Horácio feita por um amigo pessoal de Frederico II.
Em 1760, Lessing trabalhou como secretário do general Friedrich von Tauentzien em Breslau. Durante essa época, inspirado pela reflexão de J.J. Winckelmann, escreveu Laoköon, oder Über die Grenzen der Malerei und Poesie (1766), em que delimita as fronteiras entre a poesia e a pintura.
Posteriormente muda-se para Hamburgo, onde participa da fundação do teatro nacional, fundada por um grupo de comerciantes. O projeto, porém, não fez o sucesso esperado. A audiência não estava preparada para as idéias de Lessing, as quais viriam a abrir caminho para o drama social realista que teria seu auge no século XIX. As críticas dramatúgicas de Lessing encontram-se reunidas em Hamburgische Dramaturgie (1767-69), em que ataca o formalismo neo-classicista e o domínio do teatro francês nos palcos alemães. Criticava as tragédias de Voltaire e louvava Shakespeare.
De 1770 até a sua morte, Lessing trabalhou como bibliotecário do duque Brunswick at Wolfenbüttel, posto que garantiu uma renda fixa, com as qual pode ajudar a sua família e a quitar as suas dívidas. Em 1776 casou-se com Eva König, que viria a falecer em 1778, duas semanas após dar à luz o seu filho Tragott, que sobreviveu apenas dois dias. Lessing passou a cuidar dos seus outros quatro filhos, tentando ser um bom pai para eles. Nathan der Weise, uma das obras-primas que Lessing escreveu entre 1770 a 1779 - entre as quais contam-se também Emilia Galloti e Minna von Barnhelm - foi encenada pela primeira na páscoa de 1778.
No final de sua vida, Lessing publicou inúmeros tratados teológicos, os quais causaram grande polêmica junto às autoridades religiosas. Teve vários de seus escritos censurados, tendo que pedir aprovação ao duque. A despeito disso, ele foi convidado para se tornar membro da Academia e conselheiro do teatro de Mannheim. Interrompeu suas atividades literárias quando sua visão começou a falhar, sentindo-se impossibilitado de prosseguir com seus encargos como bibliotecário.
Lessing morreu em Brunswick, em 15 de fevereiro de 1781, após ser acometido por um derrame.

## Obra

### Peças
As grandes peças de Lessing (e.g Miss Sara Sampson, Minna von Barnhelm, Nathan, o sábio e Emilia Galloti) possuem um forte conteúdo moral e refletem a sua grande capacidade crítica, poder criativo e interesse nos temas da sua própria época. Através do conflito dialético na condução dos diálogos, as personagens construídas por Lessing atingem a condição de humanidade após superarem os preconceitos a que se submetiam.
Os escritores da época procuravam extinguir com as tradicionais distinções de classe na literatura, em que temas trágicos e heroicos eram encenados por personagens aristocráticas, enquanto as personagens pertencentes à classe média apareciam somente em comédias. Embora Lessing não seja o primeiro escritor alemão a desafiar essa tradição, é justo destacar que suas peças marcaram uma quebra decisiva com o drama francês clássico que dominava os palcos alemães.
Miss Sara Sampson (1755) é considerada a precursora do "drama burguês" (bürgerliches Trauerspiel). Em partes baseada na peça de George Lillo Merchant of London, foi influenciada em sua construção de personagens pelos romances de Samuel Richardson - pelo elogio à virtude feminina da classe média -, e, em algum grau, pela comédia sentimental originada na França no início do século XVIII pelo dramaturgo Pierre-Claude de La Chausée. É a primera peça alemã em que personagens da classe média carregam todo o fardo de seu destino trágico. Sua prosa reflexiva põe a nu a psicologia da situação - o conflito entre as exigências do coração e da virtude, entre a consciência e a paixão. O enredo tem como foco uma heroína sensível e inocente pertencente a uma família burguesa, que torna-se a vítima de Lady Marwood, sua rival no amor, e de Mellefont, um homem fraco que hesita entre as duas mulheres, expiando sua culpa através da morte.
Minna von Barnhelm(1767), por sua vez, que Goethe considera "o advento mais verdadeiro da Guerra dos Sete anos", é uma comédia cujo enredo reflete precisamente a luta e as aspirações do período que sucederam a Guerra dos Sete anos. Aqui se dá a resolução do usual conflito entre honra e amor, gentileza e obstinação. Tellheim, o heroi da comédia, é um admirável estudo sobre a coragem e sensibilidade de um soldado que aspira a ideais um tanto exagerados de honra; Minna, a heroína, uma das personagens mais cativantes da comédia alemã, é conduzida ao longo da peça a uma compreensão mais profunda sobre os homens, e os personagens secundários são construídos com força e vivacidade.
Em Nathan, o sábio (1779), peça cuja encenação foi proibida pela Igreja na época em que foi escrita, e posteriormente também pelos nazismo, se faz manifesto o tema da tolerância religiosa, amizade, tolerância, relativismo divino, rejeição dos milagres e a necessidade comunicação. A peça descreve o modo como o comerciante judeu Nathan, o sultão Saladin e o cavaleiro templário superam as diferenças entre o Judaísmo, Islamismo e Cristianismo.

### Crítica
No início de 1751, Lessing torna-se crítico do Vossiche Zeitung, jornal em que consolida sua reputação como crítico, incentivando-o a compilar a primeira edição de suas obras (Schriften, 6 vols., 1753-55), que incluía a lírica e os epigramas, em sua maioria já publicados anonimamente. Dignos de nota são seus escritos intitulados Rettungen, nos quais ele realiza a defesa de escritores como Horácio, Cochlaeus e Cardanus, os quais teriam sido interpretados equivocadamente pelas gerações pregressas.
Em Laokoon, oder über die Grenzen der Malerei und Poesie (1766), um clássico da teoria estética, Lessing define os limites da poesia e das artes plásticas. Embora muitas de suas conclusões tenham sido corrigidas e atualizadas por críticos posteriores, foi Lessing quem primeiro enfatizou que cada arte deve estar sujeita a condições específicas, e que esta poderia alcançar resultados mais produtivos caso se limitasse à sua função específica. As reflexões de Lessing sobre poesia são consideradas a parte mais valiosa da obra. Sua explicação sobre os métodos de Homero e Sófocles são especialmente sugestivas, influenciando a apreciação de tais autores e da literatura grega em geral.